# Фънхуошан
Фънхуошан (на традиционен китайски: 風火山隧道, на опростен китайски: 风火山隧道, на пинин: Fēnghuǒshān Suìdào) е най-високият железопътен тунел в света.
Има дължина от 1338 м и се намира на 4905 м надморска височина. Тунелът е част от Цинхай-тибетската железопътна линия, свързваща провинция Цинхай и Тибетския автономен регион. Намира се в рядко населения район Задой, провинция Цинхай, близо до границата с Тибетския автономен регион. Преминава през вечно замръзнал терен и вечни ледници.
Построяването му е изключително инженерно постижение. По време на строителството поради пълната липса на кислород във вътрешността на тунела са инсталирани специални машини, вкарващи кислород вътре на мястото на пробивната площадка. Чрез тях са създадени нормални условия с достатъчно кислород, благодарение на които строителите са могли да продължат пробивните работи.
Името на железопътния тунел се превежда от китайски като „Вятърна огнена планина“.